# Corlaer College
Het Corlaer College is een middelbare school  voor vmbo, havo en atheneum in de wijk Groot Corlaer van de stad Nijkerk. 
Het College is gevestigd op twee locaties: een vmbo-gebouw en daarnaast een atheneum/havo-gebouw. Het vmbo-gebouw staat aan de Ds. Kuypersstraat 3, het gebouw voor atheneum/havo-gebouw staat aan de Henri Nouwenstraat 8.
Het Corlaer College maakt deel uit van de Meerwegen Scholengroep. De Meerwegen bestaat naast het Corlaer College uit het Corderius College, het Oostwende College, het Farel College, Het Element en Accent praktijkonderwijs (PRO33college en Accent Nijkerk).
De school is naast Nijkerk gericht op het noorden van Amersfoort. Door de provincie Gelderland werd een nieuwe fietsroute (‘Auto te gast’) aangelegd vanaf Nijkerk, via het Corlaer College naar Hooglanderveen c.q. (Amersfoort)Vathorst.

## Geschiedenis
Op 19 januari 1909 werd de 'Vereeniging voor Christelijk Lager en Uitgebreid Lager Onderwijs te Nijkerk op de Veluwe' gebouwd aan de Bagijnenstraat. In 1960 werd een nieuw gebouw betrokken aan de Meinsstraat. 
vmbo
De vmbo-afdeling van het Corlaer College kwam voort uit drie plaatselijke christelijke scholen: de Meijntscamp (mavo), Gildestein (technisch onderwijs) en de Fontein (lhno). Het vmbo-gebouw werd in 2015 uitgebreid.
havo/atheneum
In 1977 startte in Nijkerk de eerste havo-mavo brugklas met een driejarige havo/atheneum-onderbouw.. Havo-en vwo-leerlingen konden daarna naar het Farelcollege in Amersfoort. 
De volwaardige atheneum/havo-afdeling van het Corlaer College is in 2005 van start gegaan met 400 leerlingen. De eerste leerlingen van deze opleiding hebben in 2007 (havo) en in 2008 (atheneum) examen gedaan. 
In 2007 werd het gebouw van het Corlaer College gekozen tot BNA Gebouw van het Jaar in regio Oost. Ook in 2016 vond een uitbreiding plaats.

## Naamgeving
De school en de wijk zijn vernoemd naar de Nijkerkse ontdekkingsreiziger Arendt van Curler (later verbasterd tot Corlaer). 
Arent van Curler zou gestudeerd hebben aan de Hogeschool van Harderwijk.
In 1637 ging de 18-jarige (?) uit Nijkerk afkomstige Arendt van Curler als boekhouder, secretaris en schoolmeester (?) naar Nieuw-Nederland. Pas in het voorjaar van 1638 vertrok hij naar Rensselaerswijck, waar 26 families woonden, boeren en handwerkslieden. Van Curler kreeg te horen van zijn oom dat hij zijn correspondentie niet twee keer behoefde te dateren. Hij moest helder en niet schoolmeesterachtig schrijven.